# Dänische Badmintonmeisterschaft 1998
Die Dänische Badmintonmeisterschaft 1998 fand vom 30. Januar bis zum 1. Februar 1998 im Vejen Idrætscenter in Vejen statt. Es war die 68. Austragung der nationalen Titelkämpfe im Badminton in Dänemark.

## Sieger und Finalisten
| Disziplin    | Gold                                                                | Silber                              |
| ------------ | ------------------------------------------------------------------- | ----------------------------------- |
| Herreneinzel | Poul-Erik Høyer Larsen, Lillerød                                    | Peter Rasmussen                     |
| Dameneinzel  | Camilla Martin, Gentofte BK                                         | Mette Pedersen                      |
| Herrendoppel | Jon Holst-Christensen, Lillerød Michael Søgaard, Kastrup-Magleby BK | Jens Eriksen Jesper Larsen          |
| Damendoppel  | Rikke Olsen, Kastrup-Magleby BK Marlene Thomsen, Skovshoved IF      | Ann Jørgensen Majken Vange          |
| Mixed        | Michael Søgaard Rikke Olsen, Kastrup-Magleby BK                     | Jon Holst-Christensen Ann Jørgensen |